# Alan Gordon (Schots voetballer)
Alan Gordon (Edinburgh, 14 mei 1944 – 18 februari 2010) was een Schots voetballer.
De aanvaller speelde bij Heart of Midlothian FC (1961-1967 en opnieuw 1968-1969), Durban United (1967-1968) , Dundee United FC (1969-1972), Hibernian FC (1972-1974) en Dundee FC (1974-1976). Hij overleed in februari 2010 aan kanker.